# Josh Rojas
Josh Rojas (Litchfield Park, Arizona, 30 de junio de 1994) es un jugador profesional estadounidense de béisbol que se desempeña en la posición de tercera base en Seattle Mariners, equipo de las Grandes Ligas de Béisbol (MLB).

## Carrera
Fue seleccionado en la 26.ª ronda en el Draft de la MLB de 2017. En 2019 hizo su debut profesional con el equipo Arizona Diamondbacks, en el cual jugó cinco temporadas (2019-2023), después pasó a Seattle Mariners, donde lleva jugando dos temporadas.